# Kadokawa Group Holdings
Kadokawa Group Holdings, Inc. (яп. 株式会社角川グループホールディングス кабусики-гайся кадокава гуру:пу хо:рудингусу) — название  японской холдинговой компания Kadokawa Corporation до слияния с Dwango в 2013 году и вхождения Kadokawa Shoten в новую компанию, как внутреннего издателя, бывший центр группы компаний «Kadokawa». Kadokawa Group Holdings была основана 2 апреля 1954 года. Она объединяла 43 компании, имеющие отношение к Kadokawa Shoten. Центральный офис располагался в районе Тиёда (Токио).

## Группа Kadokawa
Kadokawa Group Holdings объединяет 43 компании, известные как «Группа Kadokawa» (яп. 角川グループ кадокава гуру:пу). Деятельность их различна: издательские отделы занимаются выпуском книг, манги и журналов; отдел кинематографа заведует выпуском на DVD японских и международных фильмов, аниме; медиа-компании работают с цифровым контентом, публикацией журналов о мире телевидения и шоу-бизнеса, программы передач и др. Другими видами деятельности заведует отдельный сегмент, в первую очередь имеющий дело с видеоиграми, лизингом недвижимости и рекламой.
Kadokawa Group Holdings также владеет пакетом акций компаний Asmik Ace Entertainment, Kadokawa J:com Media (株式会社角川ジェイコム), Kids Net, Nihon Eiga Satellite Broadcasting, So-net  (株式会社ソネット), T-Gate, Taiwan Animate.
Издательской деятельностью занимаются Chukei Publishing Company, Fujimi Shobo, Kadokawa Gakugei Shuppan Publishing, Kadokawa Magazines, Kadokawa Shoten, Media Factory, Enterbrain, ASCII Media Works. Из них издатели манги только Kadokawa Shoten/Fujimi Shobo, Media Factory, Enterbrain и ASCII Media works.

### Компании
| - ASCII Media Works - Building Book Center - Chukei Publishing - Shin-Jinbutsuoraisha - Fujimi Shobo - Kadokawa Contents Gate - Wordsgear - Kadokawa Games - Kadokawa Group Publishing - Kadokawa Holdings US - Kadokawa Shuppan Hanbai - Kadokawa Media Management - Kadokawa Digix - Kadokawa Magazines - Kadokawa Marketing - Movietime - Kadokawa Media House - Kadokawa SS Communications | - Kadokawa Pictures - Glovision - Japan Film Fund - Kadokawa Cineplex - Kadokawa Entertainment - Kadokawa Production - Kadokawa Shoten Publishing - Chara-Ani - Kadokawa Gakugei Shuppan - Kadokawa Holdings China - Kadokawa Holdings US in Hong Kong - Kadokawa Intercontinental Group - Kadokawa Intercontinental Publishing Asia - Kadokawa Media (Taiwan) - MediaLeaves - Enterbrain - Sarugakucho - Media Factory |